# Позолота

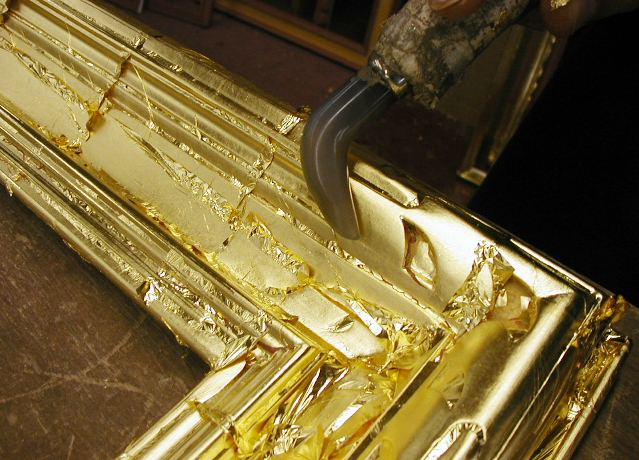
Позолочений оклад, готовий для обробки агатом

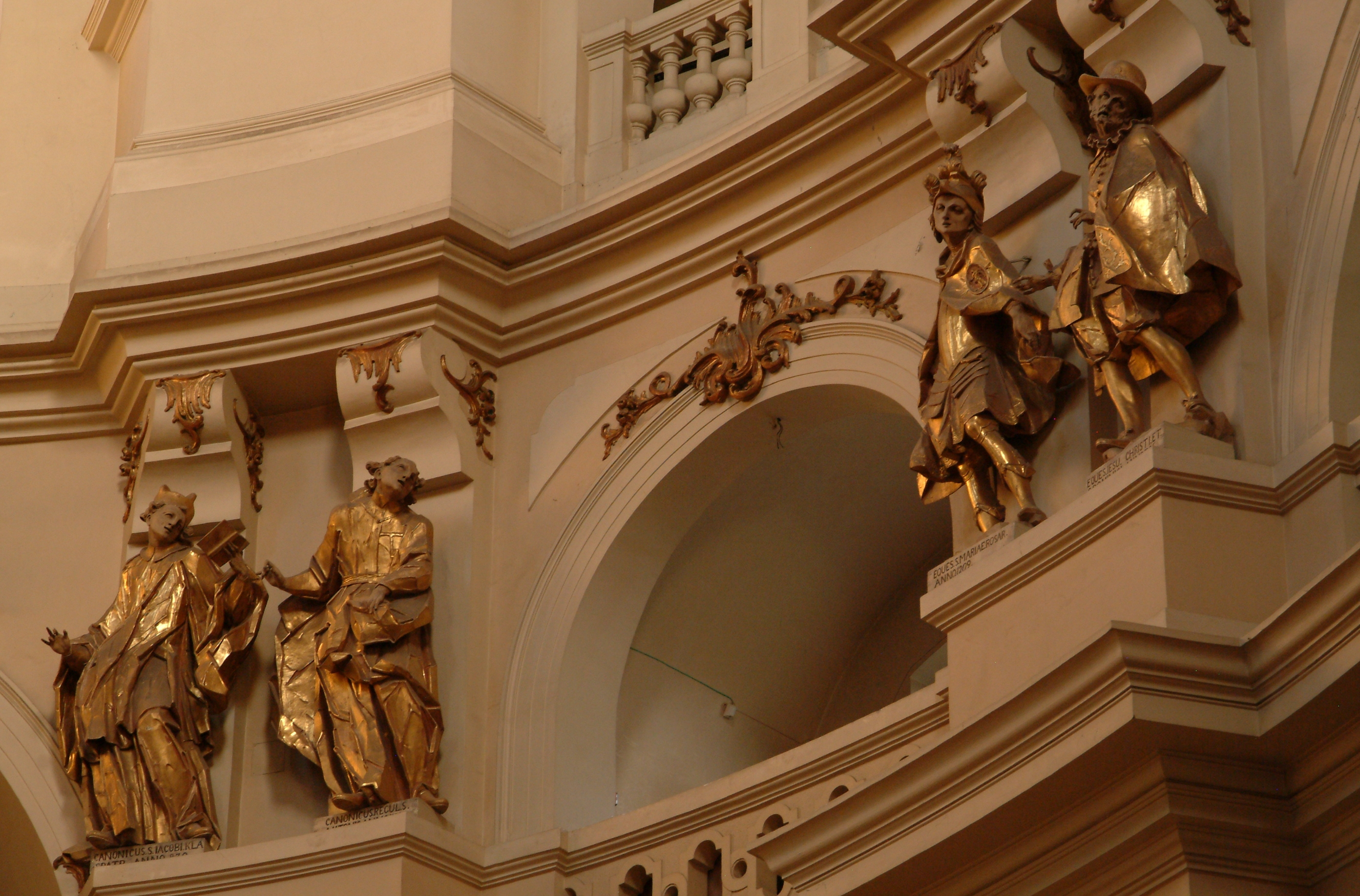
Позолочені скульптури Себастьяна Фесінгера, костел домініканців, Львів

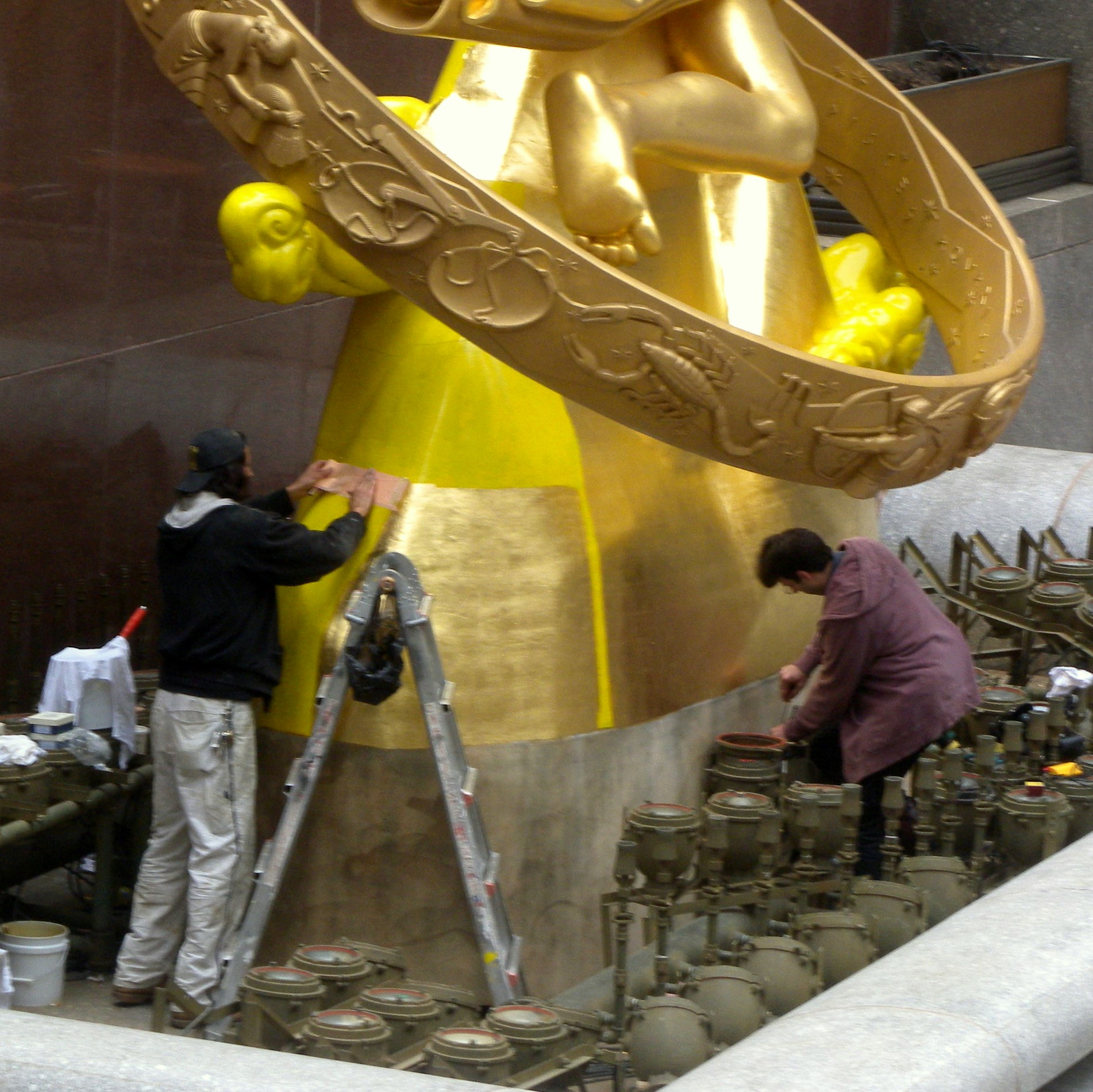
Процес золочення наскельної скульптури Прометея

Позолота, або Золочення — нанесення на поверхню металевих і неметалевих виробів тонкого шару золота (від часток мкм до кількох мкм) в декоративних, захисних або захисно-декоративних цілях. . Товщина такого покриття досягає 0,01…3,5 мкм (іноді 30…35 мкм). Золоченням називають також покривання виробів речовинами золотистого кольору.

## Використання
Золоченням створюють антикорозійні покриття, захисні покриття, декоративні, герметизуючі, електропровідні, антифрикційні та покриття з комплексом різних властивостей. 3олочення використовують у ювелірному і годинниковому виробництві, напівпровідниковій техніці, прикладному мистецтві.

## Традиційні техніки золочення

### Вогневе золочення
Вважається найдавнішою технікою золочення. На Русі цей спосіб носив назву паленого злата. Широко використовувалося на Русі з IX століття. Спосіб являє собою прокалювання розчиненого у ртуті високопробного золота (амальгами) до повного випаровування ртуті.
Ця технологія була широко поширена в архітектурі, найвідоміше: позолота куполів Ісаакіївського собору Санкт-Петербурга (1838—1841) і шпиль дзвіниці Петропавлівського собору в Санкт-Петербурзі був визолочені вогневим способом в 1735 і 1744 роках.
Ще одним з напрямків використання вогневого золочення була однойменна техніка іконопису на металі. Одним з найвідоміших пам'ятників у цій техніці є Золоті врата Різдвяного собору в Суздалі.
Вогневе золочення відрізняє висока корозійна стійкість. Недолік — висока токсичність. Так, при золоченні куполів Ісаакіївського собору загинуло близько 60 осіб від отруєння парами ртуті.

### Золочення на масляній основі
Також на мордан, на мікстьєн, на відлип — застосовується для золочення металевих поверхонь (пам'ятники, огорожі, купола, свинцеві фігури), гіпсових і кам'яних поверхонь, а також для інтер'єрного золочення. Золочення на мордан виходить матовим, в разі, якщо поверхня під нанесення позолоти підготовлена відповідним чином, або з ним працює не досвідчений майстер.

### Позолота на «гульфарбу»
Застосовується на всіх ґрунтах по дереву, по полотну, склу та металу. Гульфарба складається з лаку мордана з домішкою невеликої кількості оранжевого крона, розтертого на лляній олії. Крон до лаку домішується як підкладка під золото, щоб воно мало більш сильний і глибокий тон. Місце для позолоти ретельно готується, так щоб поверхня, на яку буде накладатися золото, була рівна і чиста. Далі ці місця прокрашиваются пензлем жирним шаром гульфарби і потім просушуються. Треба довести просушку гульфарби до невеликого відлипу, тоді золото буде добре до неї чіплятися і матиме хороший блиск. Золото накладається на гульфарбу лампемзелем, який злегка притискається ватою. Полірують його не агатом, як позолоту на полімент, а злегка притискаючи «притамповуванням» і протираючи тампоном вати.

### Золочення з використанням засобів на водній основі
Застосовується для золочення дерев'яних, гіпсових, металевих, поліуретанових і кам'яних поверхнях, в основному для інтер'єрного золочення.

## Сучасні технології
У сучасному вигляді технологія золочення, як правило, заснована на принципі гальваніки, що дозволяє отримувати найтонші покриття з золота. Іноді для цих цілей використовується сусальне золото. Застосовується для золочення різних поверхонь. Позолота як технологічний прийом широко поширена в ювелірній справі. Гальванічний процес заснований на електроосадженні золота. В основному цим процесом передбачається застосування ціаністих електролітів, які дуже шкідливі. В даний час розроблені і набули широкого поширення кислі неціаністі електроліти, які забезпечують осадження блискучих покриттів сплавами золото-кобальт і золото-нікель.

## Імітація позолоти
Часто при покритті куполів ефект позолоти досягається використанням нітриду титану.